# Alpsko smučanje na Zimskih olimpijskih igrah 1968
Alpsko smučanje na Zimskih olimpijskih igrah 1968. Olimpijska prvakinja v smuku je postala Olga Pall, v veleslalomu Nancy Greene, v slalomu pa Marielle Goitschel, pri moških pa je trojni olimpijski prvak postal Jean-Claude Killy. Tekmovanje je štelo tudi za Svetovno prvenstvo, kombinacija je štela le za svetovno prvenstvo.

## Dobitniki medalj

### Moški
| Tekma                                                  | Zlato             | Srebro           | Bron                 |
| Smuk podrobno                                          | Jean-Claude Killy | Guy Périllat     | Jean-Daniel Dätwyler |
| Veleslalom podrobno                                    | Jean-Claude Killy | Willy Favre      | Heinrich Messner     |
| Slalom podrobno                                        | Jean-Claude Killy | Herbert Huber    | Alfred Matt          |
| le za svetovno prvenstvo, ni del olimpijskega programa |                   |                  |                      |
| Kombinacija                                            | Jean-Claude Killy | Dumeng Giovanoli | Heinrich Messner     |

### Ženske
| Tekma                                                  | Zlato              | Srebro             | Bron              |
| Smuk podrobno                                          | Olga Pall          | Isabelle Mir       | Christl Haas      |
| Veleslalom podrobno                                    | Nancy Greene       | Annie Famose       | Fernande Bochatay |
| Slalom podrobno                                        | Marielle Goitschel | Nancy Greene       | Annie Famose      |
| le za svetovno prvenstvo, ni del olimpijskega programa |                    |                    |                   |
| Kombinacija                                            | Nancy Greene       | Marielle Goitschel | Annie Famose      |